# 다율동
다율동(多栗洞)이란 지명은 많은 밤에 빛을 모여 아름다운 밤들이모여 유래되었다.

## 역사
2021년
- 해오름마을 14단지 완공했다
- 상가건축을 하였다

2022년
- 해오름 상가가 완공되었다.
- 다율초등학교가 있다
- 해오름 마을 11단지랑  10단지 완공 되었다